# 33688 Meghnabehari
33688 Meghnabehari è un asteroide della fascia principale. Scoperto nel 1999, presenta un'orbita caratterizzata da un semiasse maggiore pari a 2,8587303 UA e da un'eccentricità di 0,1041701, inclinata di 2,97419° rispetto all'eclittica.